# Червона Гірка (Одеський район)
Черво́на Гірка́ (в минулому — хутір Червона Зірка) — село Вигодянської сільської громади в Одеському районі Одеської області в Україні. Населення становить 459 осіб.

## Історія
Під час Голодомору 1932—1933 років померло щонайменше 8 жителів села.
Станом на 1 вересня 1946 року хутір Червона Зірка був частиною Виноградарської сільської ради, яка була у складі Біляївського району.
26 вересня 1958 року Червона Зірка передана до складу Василівської сільради.

## Населення
Згідно з переписом 1989 року населення села становило 515 осіб, з яких 227 чоловіків та 288 жінок.
За переписом населення 2001 року в селі мешкало 459 осіб.

### Мова
Розподіл населення за рідною мовою за даними перепису 2001 року:
| Мова       | Відсоток |
| ---------- | -------- |
| українська | 76,69 %  |
| російська  | 20,48 %  |
| молдовська | 2,83 %   |